# Joe Girard
Joseph Samuel Girardi, conosciuto come Joe Girard, (Detroit, 1º novembre 1928 – Grosse Pointe Shores, 28 febbraio 2019) è stato un venditore americano riconosciuto dal Guinness World Records come il più grande venditore del mondo.
In 15 anni di carriera di concessionario della  Chevrolet nel Michigan ha venduto 13.001 vetture, di cui 1.425 nel 1973. In media 6 macchine al giorno. 

## Primi anni
Girard ha lavorato fin dall'infanzia. Abbandonò le scuole superiori, iniziando a lavorare come lustrascarpe, poi ha lavorato come strillone per il Detroit Free Press e poi come lavapiatti, fattorino, assemblatore di stufe e per una impresa edile.

## Carriera
Superati i 30 anni, indebitato era arrivato al punto di dover parcheggiare la propria macchina ad alcuni isolati di distanza dall'abitazione per non farsela portar via dai creditori. Non aveva con cosa sfamare la moglie e i bambini. Quello è stato il momento in cui ha deciso di trovare un lavoro onesto. Nel 1963, a 35 anni, entrò in una concessionaria di auto di Detroit e pregò un manager scettico per farlo lavorare come venditore. Il primo giorno vendette già una macchina e il lavoro proseguì sempre meglio ma, dopo due mesi, alcuni degli altri venditori, protestarono e ottennero il suo licenziamento. Il suo lavoro successivo, che ha ricoperto fino al suo pensionamento nel 1977, fu in una concessionaria Chevrolet in Eastpointe (Michigan). Lì ha fissato i record di vendita consecutivi nel corso di un periodo di quindici anni.

## Dopo il pensionamento
Girard divenne uno dei conferenzieri più richiesti di tutti gli Stati Uniti. Fra le società che si sono avvalse dei suoi consigli si possono citare General Motors, HP, Ford, Kraft, Polaroid, Kmart, IBM e altre centinaia di circoli commerciali e pubblicitari sparsi nel mondo.

## Pubblicazioni
- How To Sell Anything To Anybody (1977)
- How To Sell Yourself
- How To Close Every Sale
- Mastering Your Way To The Top

## Premi e riconoscimenti
- Piatto dorato ottenuto dall'American Academy of Achievement
- Nominato Horatio Alger Award da Norman Vincent Peale (autore di The Power of Positive Thinking) e da Lowell Thomas (il primo annunciatore telefonico)
- Nel 2001, è stato inserito nella Automotive Hall of Fame.[3]

## Successi personali
- Inserito nel Guinness World Records come "il più grande venditore del mondo"
- Una media di sei nuove vendite al dettaglio di automobili nuove al giorno
- Il maggior numero di vendite al dettaglio in un solo giorno (18 automobili)
- Il maggior numero di vendite al dettaglio in un mese (174 automobili)
- Il maggior numero di vendite al dettaglio in un anno (1.425 automobili)
- Il maggior numero di vendite al dettaglio in 15 anni di carriera (13.001 vetture)